# Vermont Street

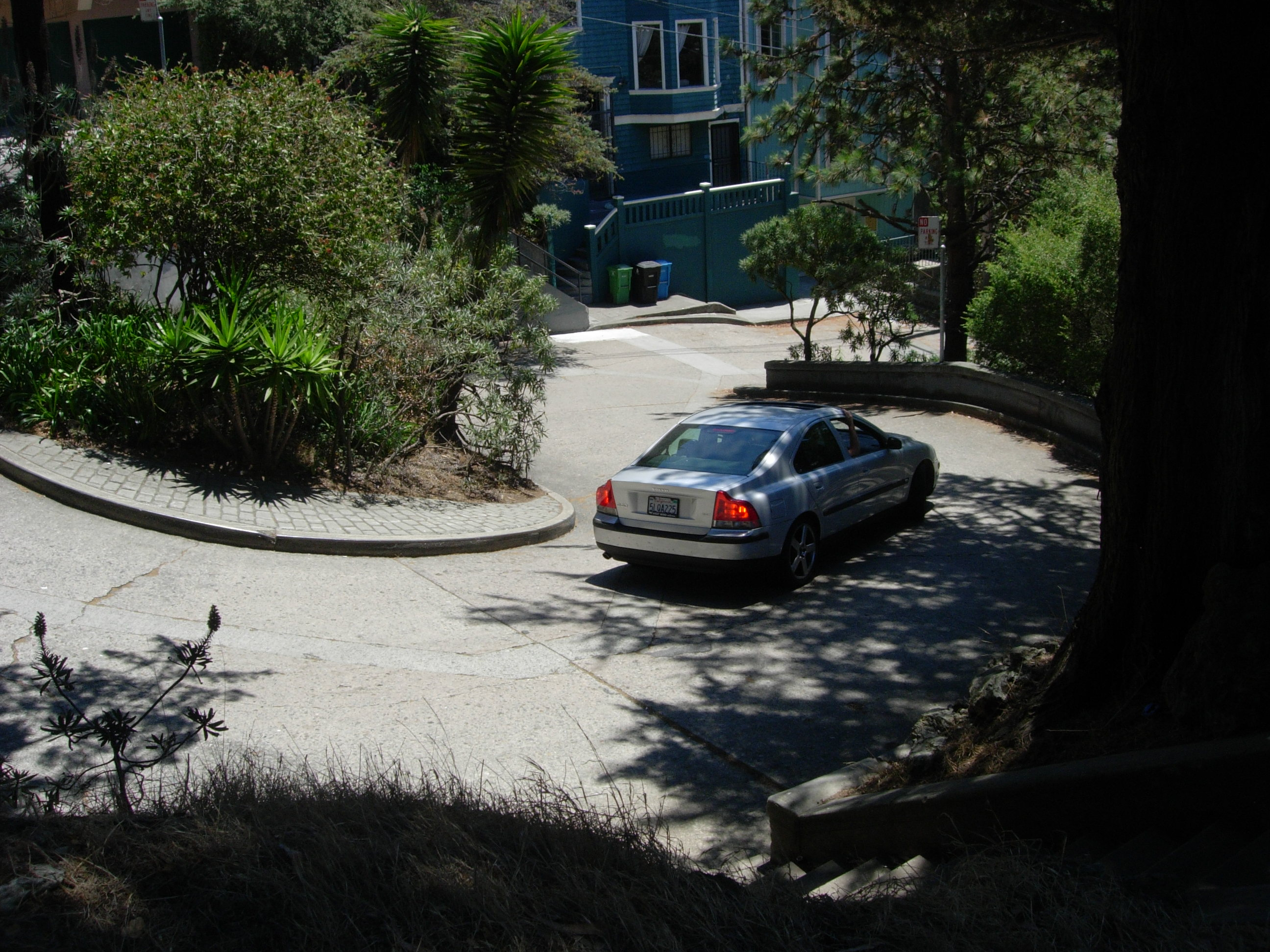
Vermont Street a metà del suo percorso

Vermont Street è una strada di San Francisco situata nel quartiere di Potrero Hill. Ha origine a Division Street, nella zona di South of Market, e prosegue in direzione sud fino all'incrocio con Kansas Street e la 22° Strada, costeggiando la U.S. Route 101.
Tra la 20° e la 22° Strada, vicino McKinley Square, essa presenta una serie di sette tornanti, che le hanno permesso di essere considerata come la strada più tortuosa del mondo, in competizione con la più nota Lombard Street (la Vermont è più ripida della Lombard, ma ha meno tornanti).
Vermont Street compare in una scena di inseguimento nel film di Clint Eastwood, Una 44 Magnum per l'ispettore Callaghan. Attualmente ospita l'annuale Bring Your Own Big Wheel race.